# Вознесенська міська територіальна громада
Вознесенська міська територіальна громада — територіальна громада в Україні, у Вознесенському районі Миколаївської області. Адміністративний центр — місто Вознесенськ.
Площа громади — 89,78 км², населення — 36 492 мешканці (2018).
Утворена 17 вересня 2018 року шляхом приєднання Новогригорівської сільської ради Вознесенського району до Вознесенської міської ради обласного значення.
Відповідно до Закону України «Про внесення змін до Закону України „Про добровільне об'єднання територіальних громад“ щодо добровільного приєднання територіальних громад сіл, селищ до територіальних громад міст республіканського Автономної Республіки Крим, обласного значення» громади, утворені внаслідок приєднання суміжних громад до міст обласного значення, визнаються спроможними і не потребують проведення виборів.

## Населені пункти
До складу громади входять місто Вознесенськ і 2 села: Новогригорівка та Ракове.